# Коронавірусна хвороба 2019 у Боснії і Герцеговині
Коронавірусна хвороба 2019 у Боснії і Герцеговині — розповсюдження вірусу територією країни.

## Перебіг подій
2 березня чоловіка з Томиславграда з підозрою на вірус відправили до Мостару для огляду здоров'я. Результат тестів був негативним.
5 березня було підтверджено перший випадок COVID-19 у країні. Пізніше того ж дня було підтверджено другий випадок. Випадки виявдено у батька й сина, які заразилися вірусом після того, як недавно вони відвідали Італію.
7 березня було підтверджено третій випадок у громадянина, який повернувся з Італії.
17 березня Рада міністрів Боснії та Герцеговини оголосила надзвичайний стан у всій країні.
20 березня було підтверджено перші випадки в столиці, місті Сараєво.
24 березня Рада міністрів Боснії та Герцеговини ухвалила рішення, яким забороняє в'їзд для всіх іноземців.
30 березня було закрито всі пункти перетину кордону в аеропортах Боснії та Герцеговини, посадку літаків дозволенолише для доставки вантажів.
29 квітня число хворих на коронавірус після послаблення карантину в Боснії різко зросло, за добу зареєстровано 93 нові випадки зараження та 2 смерті, у порівнянні з 20 випадками за попередню добу та 49 випадками в понеділок. Загальна кількість інфікованих зросла сягнула 1677, з них 67 — померли.
Станом на 29 квітня в Боснії та Герцеговині було 1690 підтверджених випадків коронавірусу, з них 767 — у Республіці Сербській, 903 у Федерації Боснії та Герцеговини, та 20 у Брчко.